# Ta (kana)

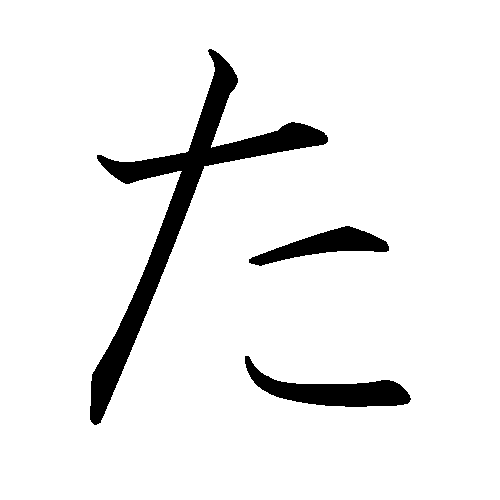
Ta w hiraganie

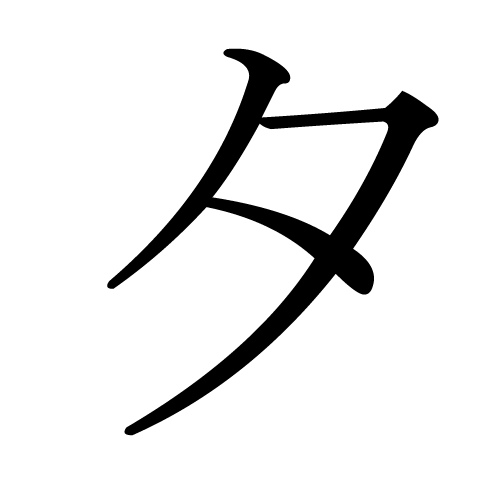
Ta w katakanie

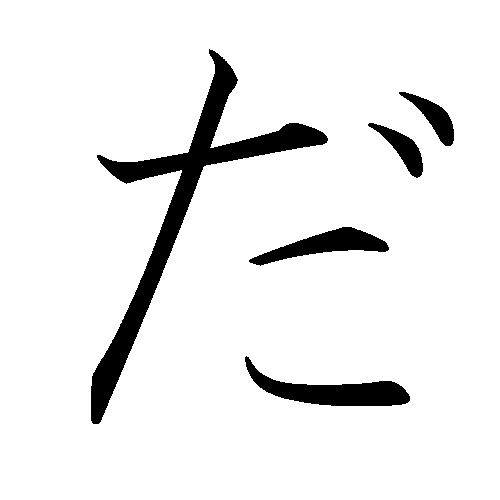
Da w hiraganie

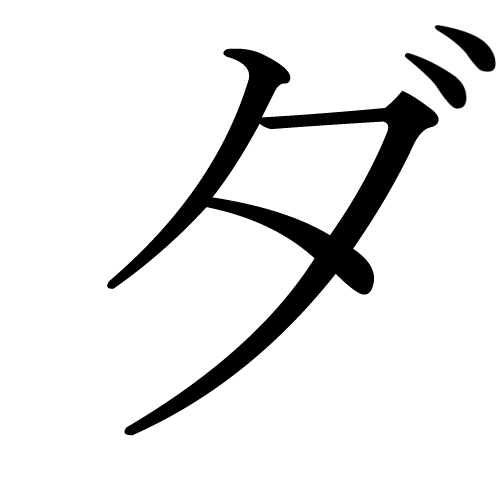
Da w katakanie

Ta – szesnasty znak japońskich sylabariuszy hiragana (た) i katakana (タ). Reprezentuje on sylabę ta. Pochodzi bezpośrednio od znaków kanji 太 (wersja w hiraganie) i 多 (wersja w katakanie). Po dodaniu dakuten w obydwu wersjach znaku (だ i ダ) reprezentuje on sylabę da.